# Liste der Asienmeister in der Leichtathletik/Medaillengewinnerinnen
Die Liste der Asienmeister in der Leichtathletik führt sämtliche Medaillengewinnerinnen bei Leichtathletik-Asienmeisterschaften seit 1973 auf. Sie ist gegliedert nach Wettbewerben, die aktuell zum Wettkampfprogramm gehören, und nach nicht mehr ausgetragenen Wettbewerben.

## Aktuelle Wettbewerbe

### 100 m
| Asienmeisterschaften | Asienmeisterschaften | Gold                  | Silber                | Bronze                |
| -------------------- | -------------------- | --------------------- | --------------------- | --------------------- |
| 1973                 | Manila               | Amelita Alanes        | Michiko Morita        | Sayo Yamato           |
| 1975                 | Seoul                | Esther Roth           | Carolina Rieuwpassa   | Yukiko Osako          |
| 1979                 | Tokio                | Emiko Konishi         | Ying Yaping           | Mo Myeong-hui         |
| 1981                 | Tokio                | Yukiko Osako          | Usanee Laopinkarn     | Emiko Konishi         |
| 1983                 | Kuwait               | Lydia de Vega         | Valapa Pinij          | Shen Su-feng          |
| 1985                 | Jakarta              | P. T. Usha            | Ratjai Sripet         | Lydia de Vega         |
| 1987                 | Singapur             | Lydia de Vega         | P. T. Usha            | Tian Yumei            |
| 1989                 | Neu-Delhi            | Zhang Caihua          | P. T. Usha            | Wang Huei-chen        |
| 1991                 | Kuala Lumpur         | Tian Yumei            | Pei Fang              | Wang Huei-chen        |
| 1993                 | Manila               | Tian Yumei            | Liu Xiaomei           | Wang Huei-chen        |
| 1995                 | Jakarta              | Cui Dangfeng          | Susanthika Jayasinghe | Wiktorija Tokonbajewa |
| 1998                 | Fukuoka              | Yan Jiankui           | Cui Dangfeng          | Shanti Govindasamy    |
| 2000                 | Jakarta              | Lyubov Perepelova     | Saraswati Saha        | Rachita Mistry        |
| 2002                 | Colombo              | Susanthika Jayasinghe | Qin Wangping          | Lyubov Perepelova     |
| 2003                 | Manila               | Lyubov Perepelova     | Qin Wangping          | Goʻzal Xubbiyeva      |
| 2005                 | Incheon              | Qin Wangping          | Goʻzal Xubbiyeva      | Liang Yi              |
| 2007                 | Amman                | Susanthika Jayasinghe | Vũ Thị Hương          | Zou Yingting          |
| 2009                 | Guangzhou            | Chisato Fukushima     | Vũ Thị Hương          | H. M. Jyothi          |
| 2011                 | Kōbe                 | Goʻzal Xubbiyeva      | Wei Yongli            | Tao Yujia             |
| 2013                 | Pune                 | Wei Yongli            | Chisato Fukushima     | Tao Yujia             |
| 2015                 | Wuhan                | Chisato Fukushima     | Wiktorija Sjabkina    | Wei Yongli            |
| 2017                 | Bhubaneswar          | Wiktorija Sjabkina    | Olga Safronowa        | Dutee Chand           |
| 2019                 | Doha                 | Olga Safronowa        | Liang Xiaojing        | Wei Yongli            |
| 2023                 | Bangkok              | Shanti Pereira        | Farzaneh Fasihi       | Ge Manqi              |
| 2025                 | Gumi                 | Liang Xiaojing        | Shanti Pereira        | Trần Thị Nhi Yến      |

### 200 m
| Asienmeisterschaften | Asienmeisterschaften | Gold                  | Silber               | Bronze              |
| -------------------- | -------------------- | --------------------- | -------------------- | ------------------- |
| 1973                 | Manila               | Michiko Morita        | Amelita Alanes       | Satomi Fukuda       |
| 1975                 | Seoul                | Esther Roth           | Yukiko Osako         | Carolina Rieuwpassa |
| 1979                 | Tokio                | Sumiko Kaibara        | Mo Myeong-hui        | Emiko Konishi       |
| 1981                 | Tokio                | Emiko Konishi         | Tomi Osaka           | Lydia de Vega       |
| 1983                 | Kuwait               | Lydia de Vega         | P. T. Usha           | Mo Myeong-hui       |
| 1985                 | Jakarta              | P. T. Usha            | Reawadee Srithoa     | Vandana Rao         |
| 1987                 | Singapur             | Lydia de Vega         | Pan Weixin           | Hiromi Isozaki      |
| 1989                 | Neu-Delhi            | P. T. Usha            | Ashwini Nachappa     | Zhang Xiaoqiong     |
| 1991                 | Kuala Lumpur         | Chen Zhaojing         | Wang Huei-chen       | Xiao Yehua          |
| 1993                 | Manila               | Chen Zhaojing         | Damayanthi Dharsha   | Wang Huei-chen      |
| 1995                 | Jakarta              | Susanthika Jayasinghe | Chen Yanchun         | Swetlana Bodrizkaja |
| 1998                 | Fukuoka              | Yan Jiankui           | Huang Mei            | P. T. Usha          |
| 2000                 | Jakarta              | Damayanthi Dharsha    | Lyubov Perepelova    | Vinitha Tripathi    |
| 2002                 | Colombo              | Susanthika Jayasinghe | Lyubov Perepelova    | Yan Jiankui         |
| 2003                 | Manila               | Lyubov Perepelova     | Chen Lisha           | Goʻzal Xubbiyeva    |
| 2005                 | Incheon              | Damayanthi Dharsha    | Goʻzal Xubbiyeva     | Ni Xiaoli           |
| 2007                 | Amman                | Susanthika Jayasinghe | Sujani Buddika       | Vũ Thị Hương        |
| 2009                 | Guangzhou            | Momoko Takahashi      | Vũ Thị Hương         | Jiang Lan           |
| 2011                 | Kōbe                 | Chisato Fukushima     | Gretta Taslakian     | Saori Imai          |
| 2013                 | Pune                 | Wiktorija Sjabkina    | Asha Roy             | Dutee Chand         |
| 2015                 | Wuhan                | Wiktorija Sjabkina    | Olga Safronowa       | Srabani Nanda       |
| 2017                 | Bhubaneswar          | Wiktorija Sjabkina    | Rumeshika Rathnayake | Olga Safronowa      |
| 2019                 | Doha                 | Salwa Eid Naser       | Olga Safronowa       | Dutee Chand         |
| 2023                 | Bangkok              | Shanti Pereira        | Jyothi Yarraji       | Li Yuting           |
| 2025                 | Gumi                 | Chen Yujie            | Shanti Pereira       | Li Yuting           |

### 400 m
| Asienmeisterschaften | Asienmeisterschaften | Gold                | Silber                    | Bronze                    |
| -------------------- | -------------------- | ------------------- | ------------------------- | ------------------------- |
| 1973                 | Manila               | Nobuko Kawano       | Keiko Ikoma               | Maimoon Azlan             |
| 1975                 | Seoul                | Kim Kyung-sook      | Chee Swee Lee             | Keiko Nagasawa            |
| 1979                 | Tokio                | Chung Byong-soon    | Rita Sen                  | Yumiko Aoi                |
| 1981                 | Tokio                | Junko Yoshida       | Lydia de Vega             | Saik Oik Cum              |
| 1983                 | Kuwait               | P. T. Usha          | Junko Yoshida             | Lydia de Vega             |
| 1985                 | Jakarta              | P. T. Usha          | Shiny Abraham             | Emma Tahapary             |
| 1987                 | Singapur             | P. T. Usha          | Vandana Shanbagh          | Xie Zhiling               |
| 1989                 | Neu-Delhi            | P. T. Usha          | Shiny Abraham             | Josephine Mary Singarayar |
| 1991                 | Kuala Lumpur         | Shiny Wilson        | Josephine Mary Singarayar | Kutty Saramma             |
| 1993                 | Manila               | Ma Yuqin            | Rabia Abdul Salam         | Kutty Saramma             |
| 1995                 | Jakarta              | Zhang Hengyun       | Li Jing                   | Shiny Wilson              |
| 1998                 | Fukuoka              | Damayanthi Dharsha  | Swetlana Bodrizkaja       | P. T. Usha                |
| 2000                 | Jakarta              | Damayanthi Dharsha  | K. M. Beenamol            | Chen Yuxiang              |
| 2002                 | Colombo              | Tatjana Roslanowa   | Zamira Amirova            | Nguyễn Thị Tình           |
| 2003                 | Manila               | Yin Yin Khine       | Bu Fanfang                | Swetlana Bodrizkaja       |
| 2005                 | Incheon              | Manjeet Kaur        | Sathi Geetha              | Asami Tanno               |
| 2007                 | Amman                | Chitra Soman        | Asami Tanno               | Menaka Wickramasinghe     |
| 2009                 | Guangzhou            | Asami Tanno         | Chen Lin                  | Manjeet Kaur              |
| 2011                 | Kōbe                 | Chen Jingwen        | Chandrika Rasnayake       | Chisato Tanaka            |
| 2013                 | Pune                 | Zhao Yanmin         | M. R. Poovamma            | Gretta Taslakian          |
| 2015                 | Wuhan                | Yang Huizhen        | M. R. Poovamma            | Anastassija Kudinowa      |
| 2017                 | Bhubaneswar          | Quách Thị Lan       | Jisna Mathew              | M. R. Poovamma            |
| 2019                 | Doha                 | Salwa Eid Naser     | Elina Michina             | M. R. Poovamma            |
| 2023                 | Bangkok              | Nadeesha Ramanayake | Farida Soliyeva           | Aishwarya Mishra          |
| 2025                 | Gumi                 | Nanako Matsumoto    | Rupal Chaudhary           | Jonbibi Hukmova           |

### 800 m
| Asienmeisterschaften | Asienmeisterschaften | Gold                  | Silber                 | Bronze                  |
| -------------------- | -------------------- | --------------------- | ---------------------- | ----------------------- |
| 1973                 | Manila               | Nobuko Kawano         | Chee Swee Lee          | Harumi Fugimoto         |
| 1975                 | Seoul                | Lee Chiu-hsia         | Masae Namba            | Kumiko Nishi            |
| 1979                 | Tokio                | Chung Byong-soon      | Chang Yong-ae          | Takako Sanda            |
| 1981                 | Tokio                | Geeta Zutshi          | Kumiko Mega            | Kim Soon-hwa            |
| 1983                 | Kuwait               | Huo Lianzhu           | Im Chun-sil            | Geng Xiuquan            |
| 1985                 | Jakarta              | Shiny Abraham         | Sasithorn Chantanuhong | Yang Liuxia             |
| 1987                 | Singapur             | Choi Se-bum           | Jiang Shuling          | Lim Chun-ae             |
| 1989                 | Neu-Delhi            | Shiny Abraham         | Rosa Kutty             | Haruko Hashimoto        |
| 1991                 | Kuala Lumpur         | Qu Yunxia             | Shiny Wilson           | Yumiko Tokuda           |
| 1993                 | Manila               | Liu Li                | Liu Huirong            | Sriyani Dhammika Menike |
| 1995                 | Jakarta              | Jyotirmoyee Sikdar    | Kumiko Okamoto         | Shiny Wilson            |
| 1998                 | Fukuoka              | Zhang Jian            | Liu Jing               | Jyotirmoyee Sikdar      |
| 2000                 | Jakarta              | Lin Na                | Wang Yuanping          | Rosa Kutty              |
| 2002                 | Colombo              | Miho Sugimori         | Tatjana Borissowa      | Zamira Amirova          |
| 2003                 | Manila               | Yin Yin Khine         | Tatjana Roslanowa      | Zamira Amirova          |
| 2005                 | Incheon              | Miho Sugimori         | Santhi Soundarajan     | Zamira Amirova          |
| 2007                 | Amman                | Trương Thanh Hằng     | Sinimole Paulose       | Ayako Jinnouchi         |
| 2009                 | Guangzhou            | Zhou Haiyan           | Margarita Mazko        | Trương Thanh Hằng       |
| 2011                 | Kōbe                 | Trương Thanh Hằng     | Margarita Mazko        | Tintu Lukka             |
| 2013                 | Pune                 | Wang Chunyu           | Genzeb Shumi           | Tintu Lukka             |
| 2015                 | Wuhan                | Tintu Lukka           | Zhao Jing              | Nimali Liyanarachchi    |
| 2017                 | Bhubaneswar          | Nimali Liyanarachchi  | Gayanthika Abeyrathne  | Fumika Ōmori            |
| 2019                 | Doha                 | Wang Chunyu           | Margarita Mukaschewa   | Gayanthika Abeyrathne   |
| 2023                 | Bangkok              | Tharushi Karunarathna | KM. Chanda             | Gayanthika Abeyrathne   |
| 2025                 | Gumi                 | Wu Hongjiao           | Rin Kubo               | Pooja Chaudhary         |

### 1500 m
| Asienmeisterschaften | Asienmeisterschaften | Gold              | Silber               | Bronze                |
| -------------------- | -------------------- | ----------------- | -------------------- | --------------------- |
| 1973                 | Manila               | Miyako Inoue      | Lee Chiu-hsia        | Rachel Halle          |
| 1975                 | Seoul                | Lee Chiu-hsia     | Kumiko Nishi         | Hana Shezifi          |
| 1979                 | Tokio                | Kim Ok-sun        | Kim Chun-hwa         | Lü Hongxiang          |
| 1981                 | Tokio                | Zhang Xiunen      | Geeta Zutshi         | Kim Soon-hwa          |
| 1983                 | Kuwait               | Geng Xiuquan      | Gao Suju             | Kim Lyong-soon        |
| 1985                 | Jakarta              | Yang Liuxia       | Choi Ok-soon         | Choi Jong-hui         |
| 1987                 | Singapur             | Yang Liuxia       | Noe Hye-soon         | Kim Ryon-sun          |
| 1989                 | Neu-Delhi            | Khin Khin Htwe    | Kim Chun-mae         | Feng Yanbo            |
| 1991                 | Kuala Lumpur         | Qu Yunxia         | Khin Khin Htwe       | Kim Song-hwa          |
| 1993                 | Manila               | Yan Wei           | Ichikawa Yosuika     | Molly Chacko          |
| 1995                 | Jakarta              | Kumiko Okamoto    | Zhang Jian           | Wang Qingfen          |
| 1998                 | Fukuoka              | Liu Jing          | Wang Chunmei         | Jyotirmoyee Sikdar    |
| 2000                 | Jakarta              | Wu Qingdong       | Zhang Ling           | Tokgo Sun-ok          |
| 2002                 | Colombo              | Tatjana Borissowa | Swetlana Lukaschewa  | Mizuho Nasukawa       |
| 2003                 | Manila               | Tatjana Borissowa | Madhuri A. Singh     | Swetlana Lukaschewa   |
| 2005                 | Incheon              | Miho Sugimori     | Swetlana Lukaschewa  | Yuriko Kobayashi      |
| 2007                 | Amman                | Sinimole Paulose  | Sara Bakheet Youssef | Trương Thanh Hằng     |
| 2009                 | Guangzhou            | Zhou Haiyan       | Liu Fang             | Trương Thanh Hằng     |
| 2011                 | Kōbe                 | Genzeb Shumi      | Trương Thanh Hằng    | Jaisha Orchatteri     |
| 2013                 | Pune                 | Betlhem Desalegn  | Mimi Belete          | Ayako Jinnouchi       |
| 2015                 | Wuhan                | Zhao Jing         | Maya Iino            | Xenija Faiskanowa     |
| 2017                 | Bhubaneswar          | P. U. Chitra      | Geng Min             | Ayako Jinnouchi       |
| 2019                 | Doha                 | P. U. Chitra      | Tigist Gashaw        | Winfred Mutile Yavi   |
| 2023                 | Bangkok              | Nozomi Tanaka     | Yume Gotō            | Gayanthika Abeyrathne |
| 2025                 | Gumi                 | Li Chunhui        | Pooja Chaudhary      | Tomoka Kimura         |

### 5000 m
| Asienmeisterschaften | Asienmeisterschaften | Gold                | Silber              | Bronze           |
| -------------------- | -------------------- | ------------------- | ------------------- | ---------------- |
| 1995                 | Jakarta              | Wang Junxia         | Tri Asih Handayani  | Maisaa Hussein   |
| 1998                 | Fukuoka              | Wang Chunmei        | Liu Shixiang        | Megumi Tanaka    |
| 2000                 | Jakarta              | Wu Qingdong         | Naomi Sakashita     | Supriyati Sutono |
| 2002                 | Colombo              | Ham Bong-sil        | Akiko Kawashima     | Mizuho Nasukawa  |
| 2003                 | Manila               | Sun Yingjie         | Yuko Manabe         | Hiromi Fujii     |
| 2005                 | Incheon              | Bai Xue             | Lee Eun-jung        | Yumi Satō        |
| 2007                 | Amman                | Kareema Saleh Jasim | Preeja Sreedharan   | Kim Mi-gyong     |
| 2009                 | Guangzhou            | Xue Fei             | Tejitu Daba         | Kavita Raut      |
| 2011                 | Kōbe                 | Tejitu Daba         | Hitomi Niiya        | Yuriko Kobayashi |
| 2013                 | Pune                 | Betlhem Desalegn    | Shitaye Eshete      | Tejitu Daba      |
| 2015                 | Wuhan                | Alia Saeed Mohammed | Darja Maslowa       | Mao Kiyota       |
| 2017                 | Bhubaneswar          | Darja Maslowa       | Alia Saeed Mohammed | Sanjivani Jadhav |
| 2019                 | Doha                 | Winfred Mutile Yavi | Bontu Rebitu        | Parul Chaudhary  |
| 2023                 | Bangkok              | Yuma Yamamoto       | Parul Chaudhary     | Ankita Dhyani    |
| 2025                 | Gumi                 | Norah Jeruto        | Parul Chaudhary     | Yuma Yamamoto    |

### 10.000 m
| Asienmeisterschaften | Asienmeisterschaften | Gold                | Silber                   | Bronze                   |
| -------------------- | -------------------- | ------------------- | ------------------------ | ------------------------ |
| 1985                 | Jakarta              | Paek Do-jong        | Wang Huabi               | Kim Myong-hui            |
| 1987                 | Singapur             | Wang Huabi          | Keiko Honma              | Kim Gun-hui              |
| 1989                 | Neu-Delhi            | Zhong Huandi        | Mun Gyong-ae             | Paek Do-jong             |
| 1991                 | Kuala Lumpur         | Zhong Huandi        | Lukose Leelamma          | Marija Suryati           |
| 1993                 | Manila               | Wang Junxia         | Zhang Lirong             | Jayanthi Palaniappan     |
| 1995                 | Jakarta              | Wang Junxia         | Tri Asih Handayani       | Maisaa Hussein           |
| 1998                 | Fukuoka              | Liu Shixiang        | Chiemi Takahashi         | Aki Fujikawa             |
| 2000                 | Jakarta              | Supriyati Sutono    | Lashram Aruna Devi       | Hong Myong-hui           |
| 2002                 | Colombo              | Ham Bong-sil        | Jo Bun-hui               | Lashram Aruna Devi       |
| 2003                 | Manila               | Sun Yingjie         | Sujeewa Nilmini Jayasena | Lashram Aruna Devi       |
| 2005                 | Incheon              | Bai Xue             | Yumi Satō                | Ham Bong-sil             |
| 2007                 | Amman                | Kareema Saleh Jasim | Preeja Sreedharan        | Kim Mi-gyong             |
| 2009                 | Guangzhou            | Bai Xue             | Kavita Raut              | Wang Jiali               |
| 2011                 | Kōbe                 | Shitaye Eshete      | Kareema Saleh Jasim      | Preeja Sreedharan        |
| 2013                 | Pune                 | Shitaye Eshete      | Alia Saeed Mohammed      | Ayumi Hagiwara           |
| 2015                 | Wuhan                | Alia Saeed Mohammed | Eunice Chumba            | Michi Numata             |
| 2017                 | Bhubaneswar          | Darja Maslowa       | Yūka Hori                | Mizuki Matsuda           |
| 2019                 | Doha                 | Shitaye Eshete      | Hitomi Niiya             | Xia Yuyu                 |
| 2023                 | Bangkok              | Haruka Kokai        | Momoka Kawaguchi         | Bajartsogtyn Mönchdsajaa |
| 2025                 | Gumi                 | Daisy Jepkemei      | Ririka Hironaka          | Mikuni Yada              |

### 100 m Hürden
| Asienmeisterschaften | Asienmeisterschaften | Gold              | Silber                | Bronze              |
| -------------------- | -------------------- | ----------------- | --------------------- | ------------------- |
| 1973                 | Manila               | Tomomi Hayashida  | Lin Yet-hsiang        | Gan Bee Wah         |
| 1975                 | Seoul                | Tomoko Dazai      | Lin Yet-hsiang        | Fumiko Yamane       |
| 1979                 | Tokio                | Emi Akimoto       | Dai Jianhua           | Tamie Motegi        |
| 1981                 | Tokio                | Emi Akimoto       | Dai Jianhua           | Noriko Ehara        |
| 1983                 | Kuwait               | Emi Sasaki        | Liu Huajin            | Lin Yueh-hsiang     |
| 1985                 | Jakarta              | Liu Huajin        | Chen Kemei            | Chen Wen-ying       |
| 1987                 | Singapur             | Feng Yinghua      | Chen Wen-ying         | Chen Wen-ying       |
| 1989                 | Neu-Delhi            | Liu Huajin        | Feng Yinghua          | Naomi Jojima        |
| 1991                 | Kuala Lumpur         | Zhang Yu          | Naomi Jojima          | Kim Sun-jin         |
| 1993                 | Manila               | Zhang Yu          | Sriyani Kulawansa     | Olga Schischigina   |
| 1995                 | Jakarta              | Sriyani Kulawansa | Zhang Yu              | Hsu Hsiu-ying       |
| 1998                 | Fukuoka              | Olga Schischigina | Feng Yun              | Sriyani Kulawansa   |
| 2000                 | Jakarta              | Su Yiping         | Trecia Roberts        | Anuradha Biswal     |
| 2002                 | Colombo              | Yvonne Kanazawa   | Sriyani Kulawansa     | Trecia Roberts      |
| 2003                 | Manila               | Su Yiping         | Feng Yun              | Trecia Roberts      |
| 2005                 | Incheon              | Su Yiping         | Lee Yeon-kyung        | Kumiko Ikeda        |
| 2007                 | Amman                | Mami Ishino       | He Liyuan             | Lee Yeon-kyung      |
| 2009                 | Guangzhou            | Sun Yawei         | Asuka Terada          | Dedeh Erawati       |
| 2011                 | Kōbe                 | Sun Yawei         | Jung Hye-lim          | Natalja Iwoninskaja |
| 2013                 | Pune                 | Ayako Kimura      | Anastassija Soprunowa | Jayapal Hemasree    |
| 2015                 | Wuhan                | Wu Shuijiao       | Anastassija Pilipenko | Ayako Kimura        |
| 2017                 | Bhubaneswar          | Jung Hye-lim      | Ayako Kimura          | Wang Dou            |
| 2019                 | Doha                 | Ayako Kimura      | Chen Jiamin           | Masumi Aoki         |
| 2023                 | Bangkok              | Jyothi Yarraji    | Asuka Terada          | Masumi Aoki         |
| 2025                 | Gumi                 | Jyothi Yarraji    | Yumi Tanaka           | Wu Yanni            |

### 400 m Hürden
| Asienmeisterschaften | Asienmeisterschaften | Gold              | Silber                | Bronze                |
| -------------------- | -------------------- | ----------------- | --------------------- | --------------------- |
| 1975                 | Seoul                | Woo Seun-sook     | Marina Chin Leng Sim  | Ting Chun-yi          |
| 1979                 | Tokio                | Yumiko Aoi        | Marina Chin Leng Sim  | Zhan Xin              |
| 1981                 | Tokio                | Yumiko Aoi        | Hu Aiping             | M. D. Valsamma        |
| 1983                 | Kuwait               | Yōko Satō         | Chizuko Akimoto       | Agrifina de la Cruz   |
| 1985                 | Jakarta              | P. T. Usha        | M. D. Valsamma        | Agrifina de la Cruz   |
| 1987                 | Singapur             | P. T. Usha        | Chang Feng-hua        | Hitomi Koshimoto      |
| 1989                 | Neu-Delhi            | P. T. Usha        | Chen Yuying           | Chen Dongmei          |
| 1991                 | Kuala Lumpur         | Huang Yanhong     | Reawadee Srithoa      | Junko Hasegawa        |
| 1993                 | Manila               | Natalja Torschina | Leng Xueyan           | Reawadee Watanasin    |
| 1995                 | Jakarta              | Hsu Pei-chin      | Reawadee Watanasin    | Natalja Torschina     |
| 1998                 | Fukuoka              | Li Rui            | Natalja Torschina     | Hsu Pei-chin          |
| 2000                 | Jakarta              | Song Yinglan      | Yasuko Igari          | Noraseela Mohd Khalid |
| 2002                 | Colombo              | Natalja Torschina | Song Yinglan          | Makiko Yoshida        |
| 2003                 | Manila               | Huang Xiaoxiao    | Natalja Torschina     | Wassana Winatho       |
| 2005                 | Incheon              | Huang Xiaoxiao    | Noraseela Mohd Khalid | Makiko Yoshida        |
| 2007                 | Amman                | Satomi Kubokura   | Ruan Zhuofen          | Galina Pedan          |
| 2009                 | Guangzhou            | Satomi Kubokura   | Noraseela Mohd Khalid | Natalya Asanova       |
| 2011                 | Kōbe                 | Satomi Kubokura   | Yang Qi               | Christine Merrill     |
| 2013                 | Pune                 | Satomi Kubokura   | Manami Kira           | Jo Eun-ju             |
| 2015                 | Wuhan                | Kemi Adekoya      | Manami Kira           | Xiao Xia              |
| 2017                 | Bhubaneswar          | Nguyễn Thị Huyền  | Anu Raghavan          | Sayaka Aoki           |
| 2019                 | Doha                 | Quách Thị Lan     | Aminat Jamal          | Sarita Gayakwad       |
| 2023                 | Bangkok              | Robyn Brown       | Eri Utsunomiya        | Ami Yamamoto          |
| 2025                 | Gumi                 | Mo Jiadie         | Kemi Adekoya          | Vithya Ramraj         |

### 3000 m Hindernis
| Asienmeisterschaften | Asienmeisterschaften | Gold                | Silber           | Bronze                |
| -------------------- | -------------------- | ------------------- | ---------------- | --------------------- |
| 2007                 | Amman                | Zhao Yanni          | Baraah Awadallah | Leila Ebrahimi        |
| 2009                 | Guangzhou            | Yoshika Tatsumi     | Sudha Singh      | Kiran Tiwari          |
| 2011                 | Kōbe                 | Minori Hayakari     | Sudha Singh      | Nguyễn Thị Thu Phương |
| 2013                 | Pune                 | Ruth Jebet          | Sudha Singh      | Pak Kum-hyang         |
| 2015                 | Wuhan                | Lalita Babar        | Li Zhenzhu       | Zhang Xinyan          |
| 2017                 | Bhubaneswar          | Sudha Singh         | Ro Hyo-gyong     | Nana Satō             |
| 2019                 | Doha                 | Winfred Mutile Yavi | Xu Shuangshuang  | Tigist Getent Mekonen |
| 2023                 | Bangkok              | Parul Chaudhary     | Xu Shuangshuang  | Reimi Yoshimura       |
| 2025                 | Gumi                 | Norah Jeruto        | Parul Chaudhary  | Daisy Jepkemei        |

### 4 × 100 m Staffel
| Asienmeisterschaften | Asienmeisterschaften | Gold                                                                                       | Silber                                                                                | Bronze                                                                               |
| -------------------- | -------------------- | ------------------------------------------------------------------------------------------ | ------------------------------------------------------------------------------------- | ------------------------------------------------------------------------------------ |
| 1973                 | Manila               | Japan Sayo Yamato Satomi Fukuda Keiko Ikoma Michiko Morita                                 | Singapur Glory Barnabas Gan Bee Wah Heather Merican Shirley Fernando                  | Philippinen ? Aida Mantawel Carmen Torres Amelita Alanes                             |
| 1975                 | Seoul                | Japan Michiko Morita Yukiko Osako Yukiko Tsubota Keiko Yamada                              | Südkorea A Lee In-sook Lee Kyung-ja Kim Bong-sook Bak Bok-seon                        | Südkorea B Kim Kyung-sook Kim Yi-sook Bak Im-hyang Soon Shin-ho                      |
| 1979                 | Tokio                | Japan Yukiko Osako Sumiko Kaihara Emiko Konishi Emi Sasaki                                 | Thailand Buspranee Ratanapol Usanee Laopinkarn Pusadee Sangvijit Walapa Pinij         | Indien Veena Chandola Rita Sen Angel Mary Joseph Srirupa Chatterjee                  |
| 1981                 | Tokio                | Japan Tomi Osaka Yukiko Osako Emiko Konishi Emi Sasaki                                     | Thailand Walapa Pinij Usanee Laopinkarn Pusadee Sangvijit Buspranee Ratanapol         | Südkorea Lee Young-sook Mo Myeong-hui Park Mi-seon Chun Jung-shik                    |
| 1983                 | Kuwait               | Thailand Jaree Patthaarath Sarinee Phenglaor Walapa Pinij Wanna Popirom                    | Chinesisch Taipeh Shen Su-feng Lin Ruei-er Jen Yui-chu Lin Li-shui                    | Japan Arisa Aman Chizuko Akimoto Junko Yoshida Emi Sasaki                            |
| 1985                 | Jakarta              | Thailand Reawadee Srithoa Ratjai Sripet Walapa Tangjitsusorn Jaree Patthaarath             | Volksrepublik China Liu Huajin Tian Yumei Zhang Jiangmei Pan Weixin                   | Indien M. D. Valsamma Ashwini Nachappa Vandana Rao P. T. Usha                        |
| 1987                 | Singapur             | Volksrepublik China Tian Yumei Zhang Xiaoqiong Pan Weixin Shao Liwei                       | Indien Vandana Shanbagh Vandana Rao Sany Joseph P. T. Usha                            | Chinesisch Taipeh Chen Ya-li Jen Yui-chu Huang Kuei-ying Chen Wen-ying               |
| 1989                 | Neu-Delhi            | Volksrepublik China Li Shuxiang Liu Huajin Zhang Caihua Zhang Xiaoqiong                    | Indien Kutty Saramma P. T. Usha Ashwini Nachappa Sany Joseph                          | Thailand Nednapa Chommuak Ratjai Sripet Pornpim Srisurat Reawadee Srithoa            |
| 1991                 | Kuala Lumpur         | Volksrepublik China Pei Fang Tian Yumei Chen Zhaojing Xiao Yehua                           | Thailand Wanna Popirom Reawadee Srithoa Ratjai Sripet Pornpim Srisurat                | Japan Kaori Yoshida Kazue Kakinuma Toshie Kitada Ayako Nomura                        |
| 1993                 | Manila               | Volksrepublik China Chen Zhaojing Tian Yumei Wang Ping Liu Xiaomei                         | Chinesisch Taipeh Wang Huei-chen Chen Shu-chen Hsu Pei-ching Kao Yuh-chuan            | Indien Kutty Saramma Beena Augustine Rachita Mistry E. B. Shyla                      |
| 1995                 | Jakarta              | Volksrepublik China Chen Yanchun Xiao Yehua Cui Danfeng Zhou Yihong                        | Kasachstan Wiktorija Tokonbajewa Swetlana Bodrizkaja Jelena Selina Natalja Gridassowa | Thailand Dokjun Dokdouang Kwuanfah Inchareon Reawadee Watanasin Naparat Suajongprue  |
| 1998                 | Fukuoka              | Indien P. T. Usha Rachita Mistry E. B. Shyla Saraswati Dey                                 | Japan Kaori Yoshida Yuka Fujii Asami Nagashima Motoka Arai                            | Thailand Reawadee Watanasin Naparat Suajongprue Savitree Srichure Supavadee Khawpeag |
| 2000                 | Jakarta              | Sri Lanka Tamara Samandeepika Pradeepa Herath Nimmi de Zoysa Damayanthi Dharsha            | Indien Anuradha Biswal Vinita Tripathi Saraswati Dey Rachita Mistry                   | Volksrepublik China Su Yiping Chen Yuxiang Yan Jiankui Chen Jueqin                   |
| 2002                 | Colombo              | Volksrepublik China Ni Xiaoli Yan Jiankui Huang Mei Qin Wangping                           | Usbekistan Goʻzal Xubbiyeva Anna Kazakova Lyudmila Dmitriadi Lyubov Perepelova        | Thailand Trecia Roberts Orranut Klomdee Supavadee Khawpeag Jutamass Tawoncharoen     |
| 2003                 | Manila               | Thailand Nongnuch Sanrat Sangwan Jaksunin Jutamass Tawoncharoen Orranut Klomdee            | Japan ? ?                                                                             | Volksrepublik China ? ?                                                              |
| 2005                 | Incheon              | Thailand Sangwan Jaksunin Orranut Klomdee Jutamass Tawoncharoen Nongnuch Sanrat            | Volksrepublik China Jiang Zhiying Liang Yi Ni Xiaoli Qin Wangping                     | Japan Tomoko Ōta Sakie Nobuoka Yuka Satō Rina Fujimaki                               |
| 2007                 | Amman                | Thailand Sangwan Jaksunin Supavadee Khawpeag Jutamass Tawoncharoen Nongnuch Sanrat         | Japan Tomoko Ishida Momoko Takahashi Sakie Nobuoka Saori Kitakaze                     | Chinesisch Taipeh Lin Wen-wen Lin Yi-chun Chen Shu-chuan Li Chen Yi Ru               |
| 2009                 | Guangzhou            | Japan Maki Wada Chisato Fukushima Mayumi Watanabe Momoko Takahashi                         | Thailand Jintara Seangdee Sangwan Jaksunin Jutamass Tawoncharoen Nongnuch Sanrat      | Südkorea Lee Sun-ae Kim Ji-eun Kim Ha-na Kim Cho-rong                                |
| 2011                 | Kōbe                 | Japan Nao Okabe Momoko Takahashi Chisato Fukushima Saori Imai                              | Volksrepublik China Tao Yujia Liang Qiuping Jiang Lan Wei Yongli                      | Thailand Sangwan Jaksunin Orranut Klomdee Jutamass Tawoncharoen Nongnuch Sanrat      |
| 2013                 | Pune                 | Volksrepublik China Tao Yujia Li Manyuan Lin Huijun Wei Yongli                             | Japan Saori Kitakaze Chisato Fukushima Mayumi Watanabe Anna Fujimori                  | Thailand Sangwan Jaksunin Orranut Klomdee Tassaporn Wannakit Jintara Seangdee        |
| 2015                 | Wuhan                | Volksrepublik China Tao Yujia Yuan Qiqi Lin Huijun Wei Yongli                              | Japan Saori Kitakaze Anna Doi Chisato Fukushima Kana Ichikawa                         | Thailand Supawan Thipat Khanrutai Pakdee Sangwan Jaksunin Tassaporn Wannakit         |
| 2017                 | Bhubaneswar          | Kasachstan Rima Kaschafutdinowa Wiktorija Sjabkina Merdschen Ischangulyjewa Olga Safronowa | Volksrepublik China Sun Fengyan Kong Lingwei Lin Huijun Feng Lulu                     | Indien Merlin Joseph Himashree Roy Srabani Nanda Dutee Chand                         |
| 2019                 | Doha                 | Volksrepublik China Liang Xiaojing Wei Yongli Kong Lingwei Ge Manqi                        | Kasachstan Rima Kaschafutdinowa Elina Michina Swetlana Golendowa Olga Safronowa       | Bahrain Edidiong Odiong Iman Essa Jasim Hajar al-Khaldi Salwa Eid Naser              |
| 2023                 | Bangkok              | Volksrepublik China Liang Xiaojing Wei Yongli Yuan Qiqi Ge Manqi                           | Japan Miu Kurashige Arisa Kimishima Remi Tsuruta Midori Mikase Shuri Aono             | Thailand Supawan Thipat Supanich Poolkerd On-uma Chattha Athicha Phetkun             |
| 2025                 | Gumi                 | Volksrepublik China Chen Yujie Li Yuting Zhu Junying Liang Xiaojing                        | Indien Srabani Nanda S.S Sneha Abinaya Rajarajan Nithya Gandhe                        | Thailand Jirapat Khanonta Supanich Poolkerd Sukanda Petraksa Athicha Phetkun         |

### 4 × 400 m Staffel
| Asienmeisterschaften | Asienmeisterschaften | Gold                                                                         | Silber                                                                                                 | Bronze                                                                                       |
| -------------------- | -------------------- | ---------------------------------------------------------------------------- | --- | -------------------------------------------------------------------------------------------- |
| 1973                 | Manila               | Philippinen Amelita Alanes Aida Mantawel Carmen Torres Rosalinda Yumol       | Singapur Maimoon Azlan Glory Barnabas Chee Swee Lee Hua Kim Chew                                       | Taiwan Chi Cheng Puang Chiu-ging Lin Chun-yu Lee Chiu-hsia                                   |
| 1975                 | Seoul                | Japan Noriko Kondo Masae Namba Keiko Yamada Keiko Nagasawa                   | Südkorea Kim Kyung-sook Ra Durk-hua Suh Yeong-hae Lee Kab-soon                                         | Singapur Chee Swee Lee Glory Barnabas-Varan Hua Kim Chew Lee Tai Jong                        |
| 1979                 | Tokio                | Japan Yoshie Iizuka Masae Kiguchi Hiromi Hatano Yumiko Aoi                   | Malaysia Marina Chin Zaiton Othman Vengadasalam Angamah Saik Oik Cum                                   | Philippinen Mirna Ayo Carmen Torres Lorena Morcilla Lydia de Vega                            |
| 1981                 | Tokio                | Malaysia Vengadasalam Angamah Mumtaz Begum Jafaar Saik Oik Cum Marina Chin   | Philippinen Lydia de Vega Gloria Acedo Lorena Morcilla Lucena Alam                                     | Indien Hamida Banu M. D. Valsamma Mercy Matthews Rita Sen                                    |
| 1983                 | Kuwait               | Thailand Ratjai Sripet Walapa Pinij Usa Chanaphani Reim Sriteingtrong        | Chinesisch Taipeh Shen Su-feng Lin Ruei-er Jen Yui-chu Lin Li-shui                                     | Jordanien Khadija al-Matari Wannas Abu Kartoumah Faten al-Omari Amneh Odeh Mershed           |
| 1985                 | Jakarta              | Indien Vandana Rao Ashwini Nachappa Shiny Abraham P. T. Usha                 | Japan Hitomi Koshimoto Hiromi Isozaki Takako Kitamura Yoko Sato                                        | Chinesisch Taipeh Shen Su-feng Hsu Yi-ling Cheng Fei-ju Lai Lee-jiao                         |
| 1987                 | Singapur             | Indien Ashwini Nachappa Vandana Rao Sany Joseph P. T. Usha                   | Japan Fumiko Ono Kimika Tateno Mikako Eguchi Hiromi Isozaki                                            | Chinesisch Taipeh Chang Feng-hua Chen Wen-ying Hsu Yi-ling Cheng Fei-ju                      |
| 1989                 | Neu-Delhi            | Indien P. T. Usha Shiny Abraham Mercy Matthews-Kuttan Kutty Saramma          | Volksrepublik China Sun Sumei Zhang Xiaoqiong Chen Juying Chen Dongmei                                 | Japan Chizuko Akimoto Kozue Tanaka Haruko Hashimoto Kimiko Yokoyama                          |
| 1991                 | Kuala Lumpur         | Indien Shiny Abraham-Wilson Dhana Laksmi Kutty Saramma Ashwini Nachappa      | Volksrepublik China Chen Zhaojing Huang Yanhong Qu Yunxia Pei Fang                                     | Thailand Noodang Pimpol Sukanya Sang-Nguen Saleerat Srimek Reawadee Srithoa                  |
| 1993                 | Manila               | Volksrepublik China Zhang Hengyun Han Qing Ma Yuqin Leng Xueyan              | Indien Sylvina Pais Kutty Saramma H. G. Apsara Shiny Abraham-Wilson                                    | Malaysia Rabia Abdul Salam Shanti Govindasamy Josephine Mary Singarayar Shandri Ramachandran |
| 1995                 | Jakarta              | Volksrepublik China Li Jing Lu Xifang Zhang Hengyun Cui Danfeng              | Indien Kannan Solaimathi Rosa Kutty Jyotirmoyee Sikdar Shiny Abraham-Wilson                            | Thailand Srirat Chimrak Noodang Pimpol Saleerat Srimek Reawadee Watanasin                    |
| 1998                 | Fukuoka              | Volksrepublik China Huang Mei Li Jing Chen Yuxiang Li Rui                    | Indien M. K. Asha Rosa Kutty Jyotirmoyee Sikdar P. T. Usha                                             | Japan Sachiko Kiso Kazue Kakinuma Sakie Nobuoka Satomi Kasashima                             |
| 2000                 | Jakarta              | Indien Paramjeet Kaur Jincy Phillip Rosa Kutty K. M. Beenamol                | Japan Miho Satō Kazue Kakinuma Sakie Nobuoka Makiko Yoshida                                            | Südkorea Kim Sun-young Jeon Mi-young Kim Su-kyong Kim Dong-hyun                              |
| 2002                 | Colombo              | Indien J. J. Shobha Soma Biswas Sunita Dahiya Sagardeep Kaur                 | Japan Miho Satō Mayu Kida Sakie Nobuoka Makiko Yoshida                                                 | Sri Lanka Menaka Wickremasinghe Lalani Gunawardena Swarnamali Edirisinghe Damayanthi Dharsha |
| 2003                 | Manila               | Volksrepublik China Chen Lisha Zhang Xiaoyuan Huang Xiaoxiao Bu Fanfang      | Kasachstan Olga Zurikowa Tatjana Chadschimuradowa Olga Tereschkowa Swetlana Bodrizkaja                 | Indien Pinki Pramanik Manjeet Kaur Sathi Geetha Kalpana Reddy                                |
| 2005                 | Incheon              | Indien Rajwinder Kaur Sathi Geetha Chitra Soman Manjeet Kaur                 | Kasachstan Natalja Torschina-Alimschanowa Anna Gawrjuschenko Tatjana Chadschimuradowa Olga Tereschkowa | Japan Satomi Kubokura Asami Tanno Mayu Kida Makiko Yoshida                                   |
| 2007                 | Amman                | Indien Mandeep Kaur Manjeet Kaur Sini Jose Chitra Soman                      | Japan Sayaka Aoki Satomi Kubokura Natsumi Watanabe Asami Tanno                                         | Kasachstan Tatjana Chadschimuradowa Margarita Mazko Anna Gawrjuschenko Marina Masljonko      |
| 2009                 | Guangzhou            | Volksrepublik China Chen Yanmei Tang Xiaoyin Chen Jingwen Chen Lin           | Indien Mandeep Kaur Sini Jose Chitra Soman Manjeet Kaur                                                | Japan Satomi Kubokura Mayumi Watanabe Mayu Satō Asami Tanno                                  |
| 2011                 | Kōbe                 | Japan Sayaka Aoki Chisato Tanaka Satomi Kubokura Miho Shingū                 | Indien Mrudula Korada Jhuma Khatun Jaisha Orchatteri Tintu Lukka                                       |                                                                                              |
| 2013                 | Pune                 | Indien Nirmala Sheoran Tintu Lukka Anu Mariam Jose M. R. Poovamma            | Volksrepublik China Chen Lin Cheng Chong Geng Qingyu Zhao Yanmin                                       | Japan Asami Chiba Sayaka Aoki Satomi Kubokura Manami Kira                                    |
| 2015                 | Wuhan                | Volksrepublik China Huang Guifen Cheng Chong Chen Jingwen Yang Huizhen       | Indien Jisna Mathew Tintu Lukka Debashree Mazumdar M. R. Poovamma                                      | Kasachstan Elina Michina Julija Rachmanowa Alexandra Romanowa Anastassija Kudinowa           |
| 2017                 | Bhubaneswar          | Vietnam Nguyễn Thị Oanh Quách Thị Lan Hoàng Thị Ngọc Nguyễn Thị Huyền        | Japan Sayaka Aoki Kana Ichikawa Seika Aoyama Manami Kira                                               | Kasachstan Swetlana Golendowa Elina Michina Adelina Achmetowa Merdschen Ischangulyjewa       |
| 2019                 | Doha                 | Bahrain Aminat Jamal Iman Essa Jasim Zainab Mohammed Salwa Eid Naser         | Indien Prachi M. R. Poovamma Sarita Gayakwad V. K. Vismaya                                             | Japan Mae Hirosawa Seika Aoyama Konomi Takeishi Yuna Iwata                                   |
| 2023                 | Bangkok              | Vietnam Nguyễn Thị Ngọc Minh Hạnh Hoàng Thị Nguyễn Thị Huyền Nguyễn Thị Hằng | Sri Lanka Nadeesha Ramanayake Lakshima Mendis Harshani Fernando Tharushi Karunarathna                  | Indien Rezoana Mallick Heena Aishwarya Mishra Jyothika Sri Dandi Subha Venkatesan            |
| 2025                 | Gumi                 | Indien Jisna Mathew Rupal Chaudhary Rajitha Kunja Subha Venkatesan           | Vietnam Nguyễn Thị Ngọc Nguyễn Thị Hằng Quách Thị Lan Minh Hạnh Hoàng Thị                              | Sri Lanka Nadeesha Ramanayake Lakshima Mendis Jayeshi Uththara Harshani Fernando             |

### 20 km Gehen
| Asienmeisterschaften | Asienmeisterschaften | Gold            | Silber           | Bronze              |
| -------------------- | -------------------- | --------------- | ---------------- | ------------------- |
| 2002                 | Colombo              | Gao Kelian      | Jian Xingli      | Ryōko Tadamasa      |
| 2003                 | Manila               | Ha Mingming     | Zou Ying         | Yuan Yufang         |
| 2005                 | Incheon              | He Dan          | Tang Yinghua     | Swetlana Tolstaja   |
| 2007                 | Amman                | Jiang Qiuyan    | Bai Yanmin       | Swetlana Tolstaja   |
| 2009                 | Guangzhou            | Mayumi Kawasaki | Yang Yawei       | Swetlana Tolstaja   |
| 2023                 | Bangkok              | Yang Liujing    | Priyanka Goswami | Yukiko Umeno        |
| 2025                 | Gumi                 | Yin Hang        | Ma Li            | Jasmina Toxanbajewa |

### Hochsprung
| Asienmeisterschaften | Asienmeisterschaften | Gold                    | Silber                                   | Bronze                |
| -------------------- | -------------------- | ----------------------- | ---------------------------------------- | --------------------- |
| 1973                 | Manila               | Orit Abramovitz         | Gladys Chai Ng Mei                       | Maryam Sedarati       |
| 1975                 | Seoul                | Hisao Tsuchiya          | Michiyo Inaoka                           | Ruth Tslochenko       |
| 1979                 | Tokio                | Zheng Dazhen            | Tamami Yagi                              | Hisayo Fukumitsu      |
| 1981                 | Tokio                | Hisayo Fukumitsu        | Zheng Dazhen                             | Megumi Satō           |
| 1983                 | Kuwait               | Zheng Dazhen            | Ge Ping                                  | Kim Hui-seon          |
| 1985                 | Jakarta              | Yang Wenqin             | Ni Xiuling                               | Wu Wei-chun           |
| 1987                 | Singapur             | Ni Xiuling              | Kim Hui-seon                             | Ye Peisu              |
| 1989                 | Neu-Delhi            | Jin Ling                | Kim Hui-seon                             | Su Cun-yueh           |
| 1991                 | Kuala Lumpur         | Yoko Ōta                | Lin Suh-chi                              | Jaruwan Jenjudkarn    |
| 1993                 | Manila               | Swetlana Salewskaja     | Svetlana Ruban                           | Chinami Sadahiro      |
| 1995                 | Jakarta              | Swetlana Salewskaja     | Miki Imai                                | Jaruwan Jenjudkarn    |
| 1998                 | Fukuoka              | Miki Imai               | Yoko Ōta                                 | Jin Ling              |
| 2000                 | Jakarta              | Bobby Aloysius          | Marina Korschowa                         | Tatjana Jefimenko     |
| 2002                 | Colombo              | Tatjana Jefimenko       | Bobby Aloysius                           | Marina Korschowa      |
| 2003                 | Manila               | Bùi Thị Nhung           | Miyuki Aoyama                            | Noengrothai Chaipetch |
| 2005                 | Incheon              | Tatjana Jefimenko       | Jing Xuezhu                              | Anna Ustinowa         |
| 2007                 | Amman                | Tatjana Jefimenko       | Jekaterina Jewsejewa                     | Anna Ustinowa         |
| 2009                 | Guangzhou            | Zheng Xingjuan          | Nadiya Dusanova                          | Svetlana Radzivil     |
| 2011                 | Kōbe                 | Zheng Xingjuan          | Svetlana Radzivil                        | Marina Aitowa         |
| 2013                 | Pune                 | Nadiya Dusanova         | Svetlana Radzivil                        | Marina Aitowa         |
| 2015                 | Wuhan                | Svetlana Radzivil       | Yang Wang                                | Zheng Xingjuan        |
| 2017                 | Bhubaneswar          | Nadiya Dusanova         | Yeung Man Wai Wang Xueyi Liu Jingyi      |                       |
| 2019                 | Doha                 | Nadiya Dusanova         | Nadeschda Dubowizkaja                    | Svetlana Radzivil     |
| 2023                 | Bangkok              | Kristina Owtschinnikowa | Jelisaweta Matwejewa                     | Svetlana Radzivil     |
| 2025                 | Gumi                 | Pooja Singh             | Safina Saʼdullayeva Jelisaweta Matwejewa |                       |

### Stabhochsprung
| Asienmeisterschaften | Asienmeisterschaften | Gold           | Silber        | Bronze                 |
| -------------------- | -------------------- | -------------- | ------------- | ---------------------- |
| 1998                 | Fukuoka              | Peng Xiaoming  | Masumi Ono    | Chie Miyoshi           |
| 2000                 | Jakarta              | Takayo Kondō   | Chang Ko-hsin | Masumi Ono             |
| 2002                 | Colombo              | Gao Shuying    | Masumi Ono    | Ni Putu Desi Margawati |
| 2003                 | Manila               | Wu Sha         | Takayo Kondō  | Ni Putu Desi Margawati |
| 2005                 | Incheon              | Gao Shuying    | Chang Ko-hsin | Roslinda Samsu         |
| 2007                 | Amman                | Roslinda Samsu | Rachel Yang   |                        |
| 2009                 | Guangzhou            | Li Caixia      | Wu Sha        | Choi Yun-hee           |
| 2011                 | Kōbe                 | Wu Sha         | Li Ling       | Choi Yun-hee           |
| 2013                 | Pune                 | Li Ling        | Ren Mengqian  | Chayanisa Chomchuendee |
| 2015                 | Wuhan                | Li Ling        | Xu Huiqin     | Tomomi Abiko           |
| 2017                 | Bhubaneswar          | Chen Qiaoling  | Li Ling       | Chayanisa Chomchuendee |
| 2019                 | Doha                 | Li Ling        | Xu Huiqin     | Natalie Uy             |
| 2023                 | Bangkok              | Li Ling        | Niu Chunge    | Chayanisa Chomchuendee |
| 2025                 | Gumi                 | Niu Chunge     | Xu Huiqin     | Misaki Morota          |

### Weitsprung
| Asienmeisterschaften | Asienmeisterschaften | Gold                  | Silber                | Bronze            |
| -------------------- | -------------------- | --------------------- | --------------------- | ----------------- |
| 1973                 | Manila               | Kumi Kawada           | Lin Yet-hsiang        | Li Hua-wa         |
| 1975                 | Seoul                | Keiko Ogawa           | Kyoko Shimizu         | Lin Yet-hsiang    |
| 1979                 | Tokio                | Sumie Awara           | Zou Wa                | Kazuko Ishizu     |
| 1981                 | Tokio                | Wu Feng               | Atsuko Adada          | Mercy Matthews    |
| 1983                 | Kuwait               | Liao Wenfen           | Elma Muros            | Huang Donghuo     |
| 1985                 | Jakarta              | Huang Donghuo         | Liao Wenfen           | Kim Mi-sook       |
| 1987                 | Singapur             | Wang Zhihui           | Liao Wenfen           | Ri Yong-ae        |
| 1989                 | Neu-Delhi            | Liu Shuzhen           | Elma Muros            | Reeth Abraham     |
| 1991                 | Kuala Lumpur         | Ri Yong-ae            | Liu Shuzhen           | Hiroko Okumura    |
| 1993                 | Manila               | Yao Weili             | Jelena Selina         | Elma Muros        |
| 1995                 | Jakarta              | Jelena Perschina      | Yao Weili             | Elma Muros        |
| 1998                 | Fukuoka              | Guan Yingnan          | Yu Yiqun              | Jelena Perschina  |
| 2000                 | Jakarta              | Jelena Bobrowskaja    | Liang Shuyan          | Maho Hanaoka      |
| 2002                 | Colombo              | Jelena Koschtschejewa | Lerma Gabito          | Marestella Torres |
| 2003                 | Manila               | Anastasiya Juravlyeva | Liang Shuyan          | Lerma Gabito      |
| 2005                 | Incheon              | Anju Bobby George     | Marestella Torres     | Kumiko Ikeda      |
| 2007                 | Amman                | Olga Rypakowa         | Anju Bobby George     | Jung Soon-ok      |
| 2009                 | Guangzhou            | Marestella Torres     | Chen Yaling           | Sachiko Masumi    |
| 2011                 | Kōbe                 | Mayookha Johny        | Lu Minjia             | Saeko Okayama     |
| 2013                 | Pune                 | Sachiko Masumi        | Anastasiya Juravlyeva | Mayookha Johny    |
| 2015                 | Wuhan                | Lu Minjia             | Jung Soon-ok          | Xu Xiaoling       |
| 2017                 | Bhubaneswar          | Bùi Thị Thu Thảo      | Neena Varakil         | Nayana James      |
| 2019                 | Doha                 | Lu Minjia             | Ayaka Kōra            | Tiffany Yue       |
| 2023                 | Bangkok              | Sumire Hata           | Shaili Singh          | Zhong Jiawei      |
| 2025                 | Gumi                 | Reyhaneh Mobini Arani | Ancy Sojan Edappilly  | Shaili Singh      |

### Dreisprung
| Asienmeisterschaften | Asienmeisterschaften | Gold                  | Silber                | Bronze            |
| -------------------- | -------------------- | --------------------- | --------------------- | ----------------- |
| 1993                 | Manila               | Ren Ruiping           | Kim Hyu-in            | Nor Aishah Ismail |
| 1995                 | Jakarta              | Ren Ruiping           | Wu Lingmei            | Jelena Perschina  |
| 1998                 | Fukuoka              | Ren Ruiping           | Wang Kuo-huei         | Maho Hanaoka      |
| 2000                 | Jakarta              | Jelena Parfjonowa     | Miao Chunqing         | Maho Hanaoka      |
| 2002                 | Colombo              | Wu Lingmei            | Mariya Sokova         | Jelena Parfjonowa |
| 2003                 | Manila               | Huang Qiuyan          | Anastasiya Juravlyeva | Zhang Hao         |
| 2005                 | Incheon              | Xie Limei             | Anastasiya Juravlyeva | Huang Qiuyan      |
| 2007                 | Amman                | Olga Rypakowa         | Li Sha                | Irina Litwinenko  |
| 2009                 | Guangzhou            | Olga Rypakowa         | Xu Tingting           | Irina Litwinenko  |
| 2011                 | Kōbe                 | Xie Limei             | Valeriya Kanatova     | Mayookha Johny    |
| 2013                 | Pune                 | Anastasiya Juravlyeva | Aleksandra Kotlyarova | Irina Ektowa      |
| 2015                 | Wuhan                | Wang Wupin            | Li Yanmei             | Wang Rong         |
| 2017                 | Bhubaneswar          | Marija Owtschinnikowa | Irina Ektowa          | N. V. Sheena      |
| 2019                 | Doha                 | Parinya Chuaimaroeng  | Zeng Rui              | Vidusha Lakshani  |
| 2023                 | Bangkok              | Mariko Morimoto       | Zeng Rui              | Nguyễn Thị Hương  |
| 2025                 | Gumi                 | Li Yi                 | Sharifa Davronova     | Mariko Morimoto   |

### Kugelstoßen
| Asienmeisterschaften | Asienmeisterschaften | Gold                | Silber            | Bronze             |
| -------------------- | -------------------- | ------------------- | ----------------- | ------------------ |
| 1973                 | Manila               | Paik Ok-ja          | Kayoko Hayashi    | Chen Fu-mei        |
| 1975                 | Seoul                | Paik Ok-ja          | Chen Fu-mei       | Yukari Seo         |
| 1979                 | Tokio                | Shen Lijuan         | Yukari Seo        | Yumiko Asari       |
| 1981                 | Tokio                | Shen Lijuan         | Kayoko Hayashi    | Yukari Seo         |
| 1983                 | Kuwait               | Lu Cheng            | So Bok-hui        | Woo Kyon-sun       |
| 1985                 | Jakarta              | Cong Yuzhen         | Li Meisu          | Han Yun-sook       |
| 1987                 | Singapur             | Cong Yuzhen         | Choi Mi-seon      | Lee Jing-hua       |
| 1989                 | Neu-Delhi            | Huang Zhihong       | Sui Xinmei        | Chong Chun-hwa     |
| 1991                 | Kuala Lumpur         | Huang Zhihong       | Min Chunfeng      | Aya Suzuki         |
| 1993                 | Manila               | Zhang Liuhong       | Lee Myung-sun     | Aya Suzuki         |
| 1995                 | Jakarta              | Sui Xinmei          | Zhang Zhiying     | Jelena Baltabajewa |
| 1998                 | Fukuoka              | Li Meisu            | Yu Juan           | Lee Myung-sun      |
| 2000                 | Jakarta              | Nada Kawar          | Chinatsu Mori     | Cho Jin-sook       |
| 2002                 | Colombo              | Juttaporn Krasaeyan | Cheng Xiaoyan     | Sumi Ichioka       |
| 2003                 | Manila               | Li Meiju            | Li Fengfeng       | Chinatsu Mori      |
| 2005                 | Incheon              | Li Meiju            | Zhang Guirong     | Li Ling            |
| 2007                 | Amman                | Liu Xiangrong       | Lee Mi-young      | Lin Chia-ying      |
| 2009                 | Guangzhou            | Gong Lijiao         | Liu Xiangrong     | Leila Rajabi       |
| 2011                 | Kōbe                 | Meng Qianqian       | Liu Xiangrong     | Leila Rajabi       |
| 2013                 | Pune                 | Liu Xiangrong       | Leila Rajabi      | Gao Yang           |
| 2015                 | Wuhan                | Guo Tianqian        | Gao Yang          | Bian Ka            |
| 2017                 | Bhubaneswar          | Guo Tianqian        | Aya Ota           | Nanaka Kori        |
| 2019                 | Doha                 | Gong Lijiao         | Noora Salem Jasim | Song Jiayuan       |
| 2023                 | Bangkok              | Song Jiayuan        | Abha Khatua       | Manpreet Kaur      |
| 2025                 | Gumi                 | Ma Yue              | Song Jiayuan      | Chiang Ching-yuan  |

### Diskuswurf
| Asienmeisterschaften | Asienmeisterschaften | Gold                 | Silber               | Bronze           |
| -------------------- | -------------------- | -------------------- | -------------------- | ---------------- |
| 1973                 | Manila               | Josephine de la Viña | Kayoko Hayashi       | Paik Ok-ja       |
| 1975                 | Seoul                | Paik Ok-ja           | Matsuko Takahashi    | Mikiko Tokita    |
| 1979                 | Tokio                | Li Xiaohui           | Yukari Seo           | Yumiko Asari     |
| 1981                 | Tokio                | Li Xiaohui           | Harumi Suzuki        | Reiko Honma      |
| 1983                 | Kuwait               | Jiao Yunxiang        | Chun Hwa-kyung       | Jeanette Ayoub   |
| 1985                 | Jakarta              | Li Xiaohui           | Yu Hourun            | Ikuko Kitamori   |
| 1987                 | Singapur             | Xing Ailan           | Juliana Effendi      | Li Sin-gum       |
| 1989                 | Neu-Delhi            | Yu Hourun            | Ikuko Kitamori       | Pak In-ok        |
| 1991                 | Kuala Lumpur         | Min Chunfeng         | Aye Aye Nwe          | Chu Hsui-chen    |
| 1993                 | Manila               | Cao Qi               | Zhao Yonghua         | Ikuko Kitamori   |
| 1995                 | Jakarta              | Li Qiumei            | Park Kyung-hee       | Swaranjeet Kaur  |
| 1998                 | Fukuoka              | Yu Xin               | Neelam Jaswant Singh | Xiao Yanling     |
| 2000                 | Jakarta              | Neelam Jaswant Singh | Cao Qi               | Li Yanfeng       |
| 2002                 | Colombo              | Li Yanfeng           | Harwant Kaur         | Swaranjeet Kaur  |
| 2003                 | Manila               | Li Yanfeng           | Neelam Jaswant Singh | Xu Shaoyang      |
| 2005                 | Incheon              | Song Aimin           | Sun Taifeng          | Krishna Poonia   |
| 2007                 | Amman                | Xu Shaoyang          | Li Yanfeng           | Krishna Poonia   |
| 2009                 | Guangzhou            | Song Aimin           | Ma Xuejun            | Krishna Poonia   |
| 2011                 | Kōbe                 | Sun Taifeng          | Ma Xuejun            | Harwant Kaur     |
| 2013                 | Pune                 | Su Xinyue            | Jiang Fengjing       | Li Tsai-yi       |
| 2015                 | Wuhan                | Su Xinyue            | Tan Jian             | Lu Xiaoxin       |
| 2017                 | Bhubaneswar          | Chen Yang            | Subenrat Insaeng     | Lu Xiaoxin       |
| 2019                 | Doha                 | Feng Bin             | Chen Yang            | Subenrat Insaeng |
| 2023                 | Bangkok              | Feng Bin             | Wang Fang            | Subenrat Insaeng |
| 2025                 | Gumi                 | Feng Bin             | Subenrat Insaeng     | Nanaka Kori      |

### Hammerwurf
| Asienmeisterschaften | Asienmeisterschaften | Gold         | Silber          | Bronze           |
| -------------------- | -------------------- | ------------ | --------------- | ---------------- |
| 1998                 | Fukuoka              | Gu Yuan      | Aya Suzuki      | Eriko Kubota     |
| 2000                 | Jakarta              | Li Xiaoxue   | Yuka Murofushi  | Masumi Aya       |
| 2002                 | Colombo              | Gu Yuan      | Huang Chih-feng | Hardeep Kaur     |
| 2003                 | Manila               | Gu Yuan      | Liu Yinghui     | Masumi Aya       |
| 2005                 | Incheon              | Zhang Wenxiu | Gu Yuan         | Yuka Murofushi   |
| 2007                 | Amman                | Liao Xiaoyan | Kang Na-ru      | Huang Chi-feng   |
| 2009                 | Guangzhou            | Zhang Wenxiu | Hao Shuai       | Yuka Murofushi   |
| 2011                 | Kōbe                 | Masumi Aya   | Liu Tingting    | Yuka Murofushi   |
| 2013                 | Pune                 | Wang Zheng   | Liu Tingting    | Masumi Aya       |
| 2015                 | Wuhan                | Liu Tingting | Luo Na          | Akane Watanabe   |
| 2017                 | Bhubaneswar          | Luo Na       | Liu Tingting    | Hitomi Katsuyama |
| 2019                 | Doha                 | Wang Zheng   | Luo Na          | Akane Watanabe   |
| 2023                 | Bangkok              | Zhao Jie     | Joy McArthur    | Raika Murakami   |
| 2025                 | Gumi                 | Ji Li        | Li Jiangyan     | Yu Ya-chien      |

### Speerwurf
| Asienmeisterschaften | Asienmeisterschaften | Gold           | Silber           | Bronze                |
| -------------------- | -------------------- | -------------- | ---------------- | --------------------- |
| 1973                 | Manila               | Mieko Takasaka | Erlinda Lavandia | Proch Thin            |
| 1975                 | Seoul                | Keiko Myogai   | Naomi Shibusawa  | Lee Bok-soon          |
| 1979                 | Tokio                | Li Xia         | Yao Juiying      | Naomi Shibusawa       |
| 1981                 | Tokio                | Tang Guoli     | Naomi Shibusawa  | Kanae Takahashi       |
| 1983                 | Kuwait               | Xin Xiaoli     | Lee Huei-cheng   |                       |
| 1985                 | Jakarta              | Zhu Hongyang   | Wang Jin         | Emi Matsui            |
| 1987                 | Singapur             | Li Baolian     | Lee Huei-cheng   | Naomi Tokuyama        |
| 1989                 | Neu-Delhi            | Xin Xiaoli     | Xu Demei         | Emi Matsui            |
| 1991                 | Kuala Lumpur         | Xu Demei       | Lee Young-sun    | Vijita P. Amarasekara |
| 1993                 | Manila               | Zhang Li       | Oksana Yarigina  | Xiao Yanha            |
| 1995                 | Jakarta              | Li Lei         | Lee Young-sun    | Ha Xiaoyan            |
| 1998                 | Fukuoka              | Li Lei         | Harumi Yamamoto  | Gurmeet Kaur          |
| 2000                 | Jakarta              | Lee Young-sun  | Gurmeet Kaur     | Zhang Li              |
| 2002                 | Colombo              | Ma Ning        | Xue Juan         | Lee Young-sun         |
| 2003                 | Manila               | Ma Ning        | Chang Jung-yeon  | Anne Maheshi De Silva |
| 2005                 | Incheon              | Park Ho-hyun   | Lee Young-sun    | Anne Maheshi De Silva |
| 2007                 | Amman                | Buoban Pamang  | Kim Kyung-ae     | Nadeeka Lakmali       |
| 2009                 | Guangzhou            | Liu Chunhua    | Li Lingwei       | Kim Kyung-ae          |
| 2011                 | Kōbe                 | Liu Chunhua    | Wang Ping        | Yuka Satō             |
| 2013                 | Pune                 | Li Lingwei     | Nadeeka Lakmali  | Risa Miyashita        |
| 2015                 | Wuhan                | Liu Shiying    | Yang Xinli       | Risa Miyashita        |
| 2017                 | Bhubaneswar          | Li Lingwei     | Dilhani Lekamge  | Annu Rani             |
| 2019                 | Doha                 | Lü Huihui      | Annu Rani        | Natta Nachan          |
| 2023                 | Bangkok              | Marina Saitō   | Liu Shiying      | Dilhani Lekamge       |
| 2025                 | Gumi                 | Su Lingdan     | Momone Ueda      | Sae Takemoto          |

### Siebenkampf
| Asienmeisterschaften | Asienmeisterschaften | Gold                | Silber               | Bronze               |
| -------------------- | -------------------- | ------------------- | -------------------- | -------------------- |
| 1981                 | Tokio                | Ye Peisu            | Tomoko Uchida        | Zaiton Othman        |
| 1983                 | Kuwait               | Hisako Hashimoto    | Ye Lianying          | Chen Jin-yun         |
| 1985                 | Jakarta              | Ye Lianying         | Dong Yuping          | Tung Fung-gao        |
| 1987                 | Singapur             | Dong Yuping         | Ma Miaolan           | Wang Shu-hua         |
| 1989                 | Neu-Delhi            | Dong Yuping         | Ma Miaolan           | Ma Chun-ping         |
| 1991                 | Kuala Lumpur         | Zhu Yuqing          | Ghada Shouaa         | Wang Shu-hua         |
| 1993                 | Manila               | Ghada Shouaa        | Wu Shulin            | Ma Chun-ping         |
| 1995                 | Jakarta              | Swetlana Kasanina   | Liu Bo               | Rumiko Ubukata       |
| 1998                 | Fukuoka              | Ding Ying           | Swetlana Kasanina    | Ma Chun-ping         |
| 2000                 | Jakarta              | Swetlana Kasanina   | Pramila Ganapathy    | Irina Naumenko       |
| 2002                 | Colombo              | Swetlana Kasanina   | J. J. Shobha         | Wang Hailan          |
| 2003                 | Manila               | Irina Naumenko      | Yuki Nakata          | Shen Shengfei        |
| 2005                 | Incheon              | Soma Biswas         | Sushmitha Singha Roy | Watcharaporn Masim   |
| 2007                 | Amman                | Irina Naumenko      | J. J. Shobha         | Sushmitha Singha Roy |
| 2009                 | Guangzhou            | Yuliya Tarasova     | Yuki Nakata          | Mei Yiduo            |
| 2011                 | Kōbe                 | Wassana Winatho     | Fumie Takehara       | Chie Kiriyama        |
| 2013                 | Pune                 | Wassana Winatho     | Yekaterina Voronina  | Chie Kiriyama        |
| 2015                 | Wuhan                | Yekaterina Voronina | Liksy Joseph         | Purnima Hembram      |
| 2017                 | Bhubaneswar          | Swapna Barman       | Meg Hemphill         | Purnima Hembram      |
| 2019                 | Doha                 | Yekaterina Voronina | Swapna Barman        | Wang Qingling        |
| 2023                 | Bangkok              | Yekaterina Voronina | Swapna Barman        | Yuki Yamasaki        |
| 2025                 | Gumi                 | Nandini Agasara     | Liu Jingyi           | Chen Tsai-chuan      |

## Nicht mehr ausgetragene Wettbewerbe

### 3000 m
Diese Disziplin wurde bei den Asienmeisterschaften zwischen 1975 und 1993 ausgetragen und anschließend durch den 5000-Meter-Lauf ersetzt.
| Asienmeisterschaften | Asienmeisterschaften | Gold           | Silber        | Bronze         |
| -------------------- | -------------------- | -------------- | ------------- | -------------- |
| 1975                 | Seoul                | Lee Chiu-hsia  | Kwon Nam-soon | Hana Shezifi   |
| 1979                 | Tokio                | Kim Ok-sun     | Yang Yenying  | Kim Chun-hwa   |
| 1981                 | Tokio                | Akemi Masuda   | Nanae Sasaki  | Jiang Zhourong |
| 1983                 | Kuwait               | Kim Lyong-soon | Kim Chun-hwa  | Kim Soon-hwa   |
| 1985                 | Jakarta              | Kim Lyong-soon | Li Xiuxia     | Suman Rawat    |
| 1987                 | Singapur             | Kim Chun-mae   | Zhang Xiuyun  | Kim Ryon-sun   |
| 1989                 | Neu-Delhi            | Zhong Huandi   | Kim Chun-mae  | Khin Khin Htwe |
| 1991                 | Kuala Lumpur         | Zhong Huandi   | Molly Chacko  | Khin Khin Htwe |
| 1993                 | Manila               | Qu Yunxia      | Zhang Linli   | Molly Chacko   |

### Marathon
Diese Disziplin wurde 1985 ausgetragen und anschließend im Rahmen der Marathon-Asienmeisterschaften ausgetragen.
| Asienmeisterschaften | Asienmeisterschaften | Gold         | Silber      | Bronze     |
| -------------------- | -------------------- | ------------ | ----------- | ---------- |
| 1985                 | Jakarta              | Asha Agarwal | Yuko Gordon | Ki Sun-bok |

### 10.000 m Gehen
Diese Disziplin wurde bei den Asienmeisterschaften zwischen 1985 und 2000 ausgetragen und anschließend durch das 20-km-Gehen ersetzt.
| Asienmeisterschaften | Asienmeisterschaften | Gold         | Silber        | Bronze                 |
| -------------------- | -------------------- | ------------ | ------------- | ---------------------- |
| 1985                 | Jakarta              | Rian Bingyie | Xiong Yan     | Iece Magdalena Siregar |
| 1987                 | Singapur             | An Limei     | Yuki Nanbu    | Park Hyun-joo          |
| 1989                 | Neu-Delhi            | Chen Yueling | Kavita Garari | Ma Kyin Lwan           |
| 1991                 | Kuala Lumpur         | Li Jingxue   | Tomoko Uchida | Ma Kyin Lwan           |
| 1993                 | Manila               | Gao Hongmiao | Li Chunxiu    | Yuka Mitsumori         |
| 1995                 | Jakarta              | Feng Haixia  | Wang Liping   | Yuka Kamioka           |
| 1998                 | Fukuoka              | Li Yuxin     | Rie Mitsumori | Yuka Mitsumori         |
| 2000                 | Jakarta              | Li Hong      | Sun Chunfang  | Yuan Yufang            |

### 200 m Hürden
Diese Disziplin wurde bei den Asienmeisterschaften 1973 ausgetragen und anschließend durch den 400-Meter-Hürdenbewerb ersetzt.
| Asienmeisterschaften | Asienmeisterschaften | Gold             | Silber          | Bronze         |
| -------------------- | -------------------- | ---------------- | --------------- | -------------- |
| 1973                 | Manila               | Tomomi Hayashida | Heather Merican | Lin Yet-hsiang |

### Fünfkampf
Diese Disziplin wurde von 1973 bis 1979 ausgetragen und anschließend durch den Siebenkampf ersetzt.
| Asienmeisterschaften | Asienmeisterschaften | Gold          | Silber          | Bronze           |
| -------------------- | -------------------- | ------------- | --------------- | ---------------- |
| 1973                 | Manila               | Lin Chun-yu   | Kumi Kawada     | Li Hua-wa        |
| 1975                 | Seoul                | Kyoko Shimizu | Ruth Tslochenko | Hotsumi Harada   |
| 1979                 | Tokio                | Ye Peisu      | Tomoko Uchida   | Sachie Sekiguchi |